# Robur Cuceritorul
Robur Cuceritorul (1886) (în franceză Robur le Conquérant) este un roman de Jules Verne apărut între 29 iunie și 18 august 1886 în Journal des Débats politiques et littéraires.  Continuarea sa, Stăpânul lumii, a fost publicată în 1904.
Acțiunea este construită în jurul aceleiași tematici prezente și în 20.000 de leghe sub mări: trei membri ai unui club aeronautic american sunt răpiți de un personaj misterios care îi poartă în jurul lumii la bordul unei mașini zburătoare gigantice, asemănătoare unui elicopter.
Cu acest roman, Jules Verne intră în disputa dintre aparatele mai ușoare decât aerul și cele mai grele, fără a-și ascunde afecțiunea pentru cele din urmă.
În ciuda acestei intenții, romanul nu are vigoarea epică prezentă în alte romane de anticipație ale lui Jules Verne.

## Rezumat
Uncle Prudent și Phil Evans sunt președintele și, respectiv, secretarul Institutului Weldon din Philadelphia, doi dușmani declarați. Institutul Weldon este un club al celor interesați de aeronautică, "amatori înrăiți și, mai ales, dușmani ai celor care vor să opună aerostatelor aparatele mai grele decât aerul". Acești "baloniști" au o dispută în ceea ce privește cea mai bună metodă de a conduce un aerostat, când sunt întrerupți de un om, Robur, care intră în sala de ședință a institutului.
El provoacă furia membrilor susținând că viitorul nu aparține baloanelor, ci mașinilor zburătoare. Pentru a-și dovedi spusele, el îi răpește pe Prudent și Evans, ducându-i la bordul Albatrosului, o mașinărie zburătoare de calibrul lui Nautilus.
Robur pornește într-un periplu în jurul lumii, dovedindu-le lui Prudent și Evans că o mașină zburătoare propulsată cu ajutorul electricității poate fi condusă mai ușor decât un balon.
Albatrosul îi poartă pe deasupra Canadei, Japoniei, Chinei, Indiei, Asiei Centrale, Scandinaviei și Europei, străbate Africa de la nord la sud și trece Oceanul Atlantic, ajungând deasupra Țării de Foc. O furtună târăște aeronava pe deasupra Polului Sud, avariind-o, iar sabotajul pus la cale de Prudent și Evans desăvâștește distrugerea aparatului.
Prizonierii scapă și revin în Statele Unite pentru a lansa uriașul balon al Institutului Weldon, moment în care află că Robur nu a pierit, ci a construit o nouă mașinărie zburătoare.

### Capitolele cărții
- I. - În care se vede cum oamenii tobă de carte pot fi la fel de bine puși în încurcătură, ca și cei ignoranți
- II. - În care membrii Institutului Weldon poartă o discuție aprinsă, fără a reuși să cadă de acord
- III. - În care nu este nevoie să vă prezentăm noul personaj, deoarece are grijă s-o facă singur
- IV. - În care, vorbind despre valetul Frycollin, autorul încearcă să reabiliteze luna
- V. - În care președintele și secretarul Institutului Weldon cad la învoială să întrerupă pentru un timp ostilitățile
- VI. - Peste care inginerii, mecanicii și alți oameni pricepuți în aceste lucruri ar face, poate, mai bine să treacă
- VII. - În care Uncie Prudent și Phil Evans nu vor încă să se lase înduplecați
- VIII. - În care se va vedea că Robur se hotărăște să răspundă la întrebarea capitală ce i s-a pus
- IX. - În care Albatrosul străbate aproape zece mii de kilometri pentru a face, în cele din urmă, un salt uluitor
- X. - În care vom vedea cum și de ce a ajuns valetul Frycollin să fie coborât cu hârzobul
- XI. - În care se vede cum mânia lui Uncie Prudent crește proporțional cu pătratul vitezei
- XII. - În care inginerul Robur se poartă așa, ca și cum ar avea de gând să concureze pentru unul din premiile Montyon
- XIII. - În care Uncie Prudent și Phil Evans traversează din țărm în țărm oceanul, fără să simtă răul de mare
- XIV. - În care Albatrosul face un lucru pe care nimeni n-o să mai ajungă vreodată să-l facă
- XV. - În care se petrec unele lucruri ce merită într-adevăr osteneala de-a fi povestite
- XVI. - Care va lăsa cititorului o nedumerire, poate, regretabilă
- XVII. - În care ne întoarcem cu două luni în urmă, pentru ca să continuăm povestirea nouă luni mai târziu
- XVIII. - Cu care această veridică poveste a peripețiilor Albatrosului se încheie fără a se fi încheiat, totuși[2]

## Precursorul elicopterului
În acest roman, Jules Verne devansează invenția elicopterului. Descrierea Albatrosului este urmată în roman de precizarea surselor care au stat la baza imaginării sale: sistemele propuse de Cossus, de la Landelle și Ponton d'Amecourt. La două zile după publicarea romanului, el i-a trimis un exemplar prietenului său Nadar, alături de o scrisoare în care spunea: "Vei regăsi în el toate ideile tale despre aparatul Mai greu ca aerul! [...] Aveam cu douăzeci și cinci de ani mai puțin când vorbeam despre toate astea." Sam Moskowitz, pe de altă parte, este de părere că Jules Verne și-a luat ideea de la Luis Senarens, care scrisese anterior trei povestiri în care apăreau nave aeriene bazate pe principiul elicopterului, propulsate de motoare electrice și folosind ca sursă de energie baterii. 
Desigur, niciodată nu a fost construit un elicopter de genul Albatrosului. Designul acestuia se bazează excesiv pe cuvinte preluate din terminologia navală: provă, pupă, cocă, ruf, timonier etc. Platforma este "o adevărată punte de corabie, cu prova ca un pinten", iar axele elicelor de sustentație apropie aparatul de imaginea unei nave "cu treizeci și șapte de catarge". Pe de altă parte, viteza de deplasare estimată pentru acest aparat al văzduhului (200 km/oră) nu va fi atinsă de un autogir decât în anul 1935. Cu toate acestea, concepția unui asemenea aparat în contextul cunoștințelor epocii rămâne admirabil. Nu trebuie uitat că, în acea perioadă, zborul aparatelor mai grele decât aerul era considerat o utopie de majoritatea savanților, după cum reiese și din articolul Smintiții navigației aeriene, publicat de W. de Fonvielle: "Facultatea de a-ți lua zborul ca un simplu porumbel presupune construirea unui motor ușor și puternic, care nu există. Să vrei să te lipsești de el, e mai rău decât să pui căruța înaintea boilor."

## Teme abordate în cadrul romanului
- Elogiu adus tehnologiei și electricității, care permite funcționarea mașinăriilor de pe Nautilus.
- Izolarea unui om care se rupe de societate din rațiuni obscure (temă prezentă și în 20.000 de leghe sub mări)
- Circumnavigarea globului pământesc, prin aer de această dată, după ce ea fusese făcută pe sub apă în 20.000 de leghe sub mări și pe uscat și apă în Ocolul pământului în 80 de zile
- Clubul elitist în care se discută în contradictoriu pe teme științifice (similar Gun Club-ului din De la Pământ la Lună)

## Lista personajelor
- Robur, supranumit Robur Cuceritorul[4], un inginer de patruzeci de ani, a cărui origine nu este cunoscută. A inventat Albatrosul, o mașină mai grea decât aerul. Descrierea făcută lui de către Jules Verne este uimitoare.[5]
- Uncle Prudent, președintele Institutului Weldon, un american de 45 de ani. Foarte bogat, deoarece posedă o mare parte din acțiunile de la Niagara Falls, având o încăpățânare fără seamăn. Este adeptul aparatelor "mai ușoare decât aerul", conducând construcția enormului balon Go ahead.
- Phil Evans, secretarul Institutului Weldon, având 45 ans, ca Uncle Prudent, căruia îi poartă dușmănie pentru că l-a văduvit de postul de președinte. Este director la Walton Watch Company, o importantă fabrică de ceasuri.
- Frycollin, negru originar din Carolina de Sud, în vârstă de 21 de ani, valetul lui Uncle Prudent. Este gurmand, leneș și de o lașitate fără egal.
- Tom Turner, contramaistrul lui Robur, în vârstă de patruzeci și cinci de ani.[6]
- François Tapage, maestrul bucătar de la bordul Albatrosului, francez de origine gasconă.
- Jem Cip, trezorierul Institutului Weldon, descris astfel: "Jem Cip era un vegetarian convins, altfel spus un legumist, adică unul dintre acei adversari înverșunați ai alimentelor de natură animală, al băuturilor alcoolice, jumătate brahman, jumătate musulman, rivalul unora ca Niewman, Pitman, Ward, Davie și al altor reprezentanți de seamă ai acestei secte de țăcăniți inofensivi."[7].
- William T. Forbes, membru al Institutlui Weldon.[8]
- Miss Dorothée Forbes, numită "Doll", fiica lui William T. Forbes.
- Miss Martha Forbes, numită "Mat", fiica lui William T. Forbes.
- Truk Milnor, membru al Institutului Weldon.
- Bat Fyn, membru al Institutului Weldon.
- Harry W. Tinder, cel mai faimos aeronaut al Statelor Unite. Este însărcinat cu construirea balonului Go ahead.

## Adaptări și influențe

### Film
Romanul a fost ecranizat în 1961 în filmul, Master of the World, cu Vincent Price în rolul lui Robur. Filmul a păstrat conceptele de bază, dar a adăugat anumite elemente intrigii și o poveste de dragoste.
În acestă versiune, Robur este un idealist care plănuiește să cucerească lumea pentru a pune capăt tiraniei și războiului. Folosind Albatrosul, el are de gând să organizeze o bombardare strategică a națiunilor lumii, până la recunoașterea sa ca lider.
În locul membrilor Institutului Weldon, el îi răpește pe Dl. Prudent Philadelphia, un fabricant de arme din Philadelphia, pe fiica sa, Dorothy și pe logodnicul ei, Phillip Evans. Charles Bronson interpretează personajul Strock, eroul fără voie care ajunge să îl admire pe Robur, dar nu îndeajuns pentru a-l lăsa să-și ducă planul la îndeplinire.
Este păstrat numele Albatros, deși descrierea din roman și primele ilustrațiile sugerând o navă cu puntea netedă, care are catarge cu elice în locul pânzelor este înlocuită cu un design contemporan asemenător unui dirijabil sau aparat aerian clasic, având, totuși, catarge cu elice. Vasul este descris în carte ca fiind o „mașină de câteva tone, mai grea decât aerul”, afirmație explicată ulterior prin faptul că e „făcută în întregime din hârtie, impregnate cu dextrină și amidon și puse apoi la presa hidraulică...”.
De asemenea, construcția pare să facă Albatrosul impenetrabil armelor de foc contemporane.

### Romane
- În romanul de istorie alternativă al lui Kim Newman, The Bloody Red Baron, Robur (împreună cu alte personaje cum ar fi Rotwang, Contele Orlok și Doctor Mabuse) lucrează pentru Contele Dracula în timpul Primului Război Mondial.
- În cartea lui Kevin J. Anderson, Captain Nemo: The Fantastic History of a Dark Genius, Robur este un oficial al Imperiului Otoman prins într-un război cu rivalul său, Barbicane din De la Pământ la Lună.

### BD-uri
O trilogie de romane ilustrate a fost realizată de scriitorii Jean-Marc Lofficier și Randy Lofficier, împreună cu artistul Gil Formosa:
- Volumul 1 De la Lune à la Terre (Albin Michel, 2003)
- Volumul 2 20.000 Ans sous les Mers (Albin Michel, 2004) * Volumul 3 Voyage au Centre de la Lune (Albin Michel, 2005)

În această trilogie, Robur (un pseudonim al Căpitanului Nemo) este conducătorul rezistenței în fața invaziei seleniților lui H. G. Wells. Printre alte personaje fictive ale seriei se regăsesc Fantômas, Josephine Balsamo, Umbra și Profesorul Cavor.
Robur apare în Batman: Master of the Future, de Brian Augustyn și Eduardo Barreto, parte a seriei "Elseworlds" de la DC Comics. Povestea amestecă un Batman victorian cu filmul din 1961 Master of the World.
Robur este menționat de câteva ori în cele trei volume ale BD-ului The League of Extraordinary Gentlemen de Alan Moore și Kevin O'Neill. Prima dată apare în volumul 1, corespunzând Căpitanului Mors, Piratul Aerului (Kapitan Mors, der LuftPirat). O mențiune din suplimentul The New Traveller's Almanac de pe spatele volumului 2 indică faptul că Robur este ales să îi conducă pe "Oamenii Misterioși" (Les Hommes Mysterieux), analogul francez al echipei britanice. Întâlnirea celor două echipe este detaliată în The League of Extraordinary Gentlemen: Black Dossier.

## Traduceri în limba română
- perioada interbelică - Robur Cuceritorul, Ed. Cugetarea, traducere M. H. Perera, 142 pag.
- 1958 - Robur Cuceritorul, Ed. Tineretului, Colecția "Cutezătorii", 216 pag.
- 1964 - Robur Cuceritorul. Stăpânul lumii, Ed. Tineretului, traducere Ovid Constantinescu, 384 pag.
- 1970 - Robur Cuceritorul. Stăpânul lumii, Ed. Albatros, traducere Ovidiu Constantinescu, Colecția SF, 432 pag.
- 1981 - Robur Cuceritorul. Stăpânul lumii, Ed. Ion Creangă, Colecția "Jules Verne", vol. 31, traducere Ovidiu Constantinescu
- 1990 - Robur Cuceritorul. Stăpânul lumii, Ed. Ion Creangă, Colecția "Jules Verne", vol. 31, traducere Ovidiu Constantinescu
- 2000 - Robur Cuceritorul, Ed. Corint, traducere Traian Fințescu, 192 pag., ISBN 973-653-071-X
- 2007 - Robur Cuceritorul, Ed. Maxim Bit, 128 pag., ISBN 978-973-1758-04-6
- 2010 - Robur Cuceritorul. Stăpânul lumii, Ed. Adevărul, Colecția "Jules Verne", vol.31, traducere Ramona-Alexandra Popescu, 400 pag., ISBN 978-606-539-177-2